# Coco Hotahota
Jean Hotahota, dit Coco Hotahota, né le 1er janvier 1941 à Moorea-Maiao (Polynésie française) et mort le 8 mars 2020 à Pirae (Tahiti, Polynésie française), est un chorégraphe, danseur polynésien auteur et musicien, fondateur de la troupe Temaeva en 1962. Il est considéré comme le chorégraphe majeur du  ’Ori tahiti.

## Biographie
Coco Hotahota débute tout jeune dans la troupe de Madeleine Moua, Heiva. Il fonde sa propre troupe en 1962, Temaeva, qu'il dirigera durant plus de 58 ans jusqu'à son décès en 2020. Troupe la plus titrée de l'histoire du Heiva I Tahiti, ses créations seront particulièrement novatrices à partir des années 1980, décennie durant laquelle la troupe remporte le Heiva onze années consécutives. A son apogée dans les années 1980, Temaeva réunissait plus de 200 danseurs et musiciens. La troupe a remporté 14 fois le grand prix au Heiva i Tahiti.
Associé à la Maison de la Culture de Tipaerui dans les années 1970, Coco Hotahota s'associe aux créations théâtrales et audioviselles de Henri Hiro, et au renouveau culturel polynésien. Il fait alors plusieurs fois scandale en faisant mimer des scènes d'accouplement à ses danseurs sur scène, où en les faisant danser en costumes trois-pièces, ce qui scandalise les puristes de la tradition qui quittent la scène. Il va jusqu'à faire fumer sur scène du pakalolo (marijuana) à ses danseurs, où leur faire boire des caisses de Hinano (bière locale). Ce qui constitue une critique du désoeuvrement de la jeunesse polynésienne mais n'est pas compris.
C’était un des rares chefs de groupe, pour ne pas dire le seul, à effectivement s’occuper de toute la chaîne de production d’un spectacle, que ce soit l’écriture du thème, l’écriture des chansons, la composition, la création des costumes, les chorégraphies.

## Postérité
Coco qui a longtemps représenté la modernité est aujourd’hui devenu la référence pour cette tradition de la danse tahitienne. C’est toute la contradiction du personnage décédé en 2020.
Les nombreux Heiva remportés par Temaeva dans les années 1980 ont été captés par RFO dont les archives ont ensuite été transférées en France métropolitaine. Les archives ne sont malheureusement pas accessibles.
On peut voir Coco Hotahota diriger sa troupe dans le documentaire de Jacques Navarro-Rovira, Horoa le don, tourné en 2007. Jonathan Bougard a ensuite beaucoup filmé l'homme et sa troupe. Son film documentaire Coco Hotahota Temaeva a été diffusé en hommage sur la chaine de télévision polynésienne TNTV lors de la disparition du chorégraphe en 2020.
Coco Hotahota est inhumé dans le cimetière de l'Uranie de Papeete. Son enterrement à fait l'objet d'un hommage populaire sans précédent en Polynésie, son corps étant exposé au centre de la place Toata en présence des autorités et d'une foule de plusieurs milliers de personnes désireuses de lui rendre un hommage.
En 2022 l'Office Polynésien des Postes et Télécommunications édite un timbre postal à son effigie.

## Vidéographie
- 1983. Marae. 62 minutes. Danses chorégraphiées par Coco Hotahota. Réalisé par Henri Hiro. Production : Maison des jeunes et de la culture[11].
- 1984. Mana'o. 53 minutes. Spectacle conçu et réalisé par Coco Hotahota. Avec Clément Pito, Maurice Lenoir. Production TFTN / RFO[12].
- 1986. Aroha mai. 49 minutes. Spectacle conçu et réalisé par Coco Hotahota. Avec Clément Pito, Louise Kimitete... Production :ICA / OTAC (TFTN)[13]

- 1991. Sacré Coco. 26 minutes. Réalisé par Hina Sylvain. Production RFO[14].
- 2008. Hōro'a, le don. 27 minutes. Réalisé par Jacques Navarro-Rovira. Production Kulturprod[15].
- 2019. Coco Hotahota Te Maeva. 90 minutes. Réalisé par Jonathan Bougard. In Vivo Prod[16].